# ا لین
اِ لین (چینی: 阿玲; پین‌یین: Ā Líng؛ انگلیسی: A-Lin؛ زادهٔ ۲۰ سپتامبر ۱۹۸۳) با نام اصلی هوآنگ لی لینگ یک خواننده و ترانه‌سرای اهل جمهوری خلق چین است.